# Villar de Plasencia
Villar de Plasencia é um município da Espanha na comarca do Vale do Ambroz, província de Cáceres, comunidade autónoma da Estremadura. Tem 25,2 km² de área e em 2021 tinha 239 habitantes (densidade: 9,5 hab./km²).
É um dos municípios do Vale do Ambroz que faz parte da Mancomunidade de Trasierra-Terras de Granadilla e não da Mancomunidade do Vale do Ambroz.

## Demografia
| Variação demográfica do município entre 1991 e 2004 | Variação demográfica do município entre 1991 e 2004 | Variação demográfica do município entre 1991 e 2004 | Variação demográfica do município entre 1991 e 2004 |
| --------------------------------------------------- | --------------------------------------------------- | --------------------------------------------------- | --------------------------------------------------- |
| 1991                                                | 1996                                                | 2001                                                | 2004                                                |
| 352                                                 | 307                                                 | 274                                                 | 248                                                 |